# 墨爾多山摩崖石刻
墨爾多山摩崖石刻位於四川省甘孜州丹巴縣，文物遺址年代判定為唐。2012年7月16日公佈為第八批四川省文物保護單位。
墨爾多山摩崖石刻位於四川省甘孜藏族自治州丹巴縣城東北方向嶽紮鄉境內的墨爾多山正南半山腰，面積60平方米，鑿于吐蕃赤松德贊時期，距今一千三百余年歷史，內容為石刻佛、度母、戰神、八寶圖案及藏經文等佛教題材。墨爾多山摩崖石刻歷史悠久，數量眾多，石刻採用陰陽線鑿刻，技法粗擴古樸，造像度量準確、技法嫺熟，大氣恢宏，形成了獨特的人文景觀，具有較高的歷史、藝術和科學研究價值。2010年，墨爾多山摩崖石刻被甘孜藏族自治州人民政府公佈為州級文物保護單位。